# Düzce (tartomány)
Düzce tartomány Törökország egyik tartománya a Fekete-tenger partján, az Isztambul–Ankara autópálya mentén. Nyugaton Kocaeli, keleten Zonguldak, délnyugaton Sakarya, délkeleten Bolu határolja. Székhelye Düzce. 1999-ben, az óriási földrengés után vált ki Bolu tartományból és lett önálló közigazgatási egység. Népességét tekintve rendkívül változatos, élnek itt a törökök mellett abházok, cserkeszek, lázok, romák, balkáni bevándorlók, zazák és kurdok is.

## Körzetek
A tartomány nyolc körzetből (ilcse) áll:
- Akçakoca
- Çilimli
- Cumayeri
- Düzce
- Gölyaka
- Gümüşova
- Kaynaşlı
- Yığılca